# Hasse Andersson
För konstnären, se Hasse Andersson (konstnär). För andra liknande namn, se Hans Andersson.

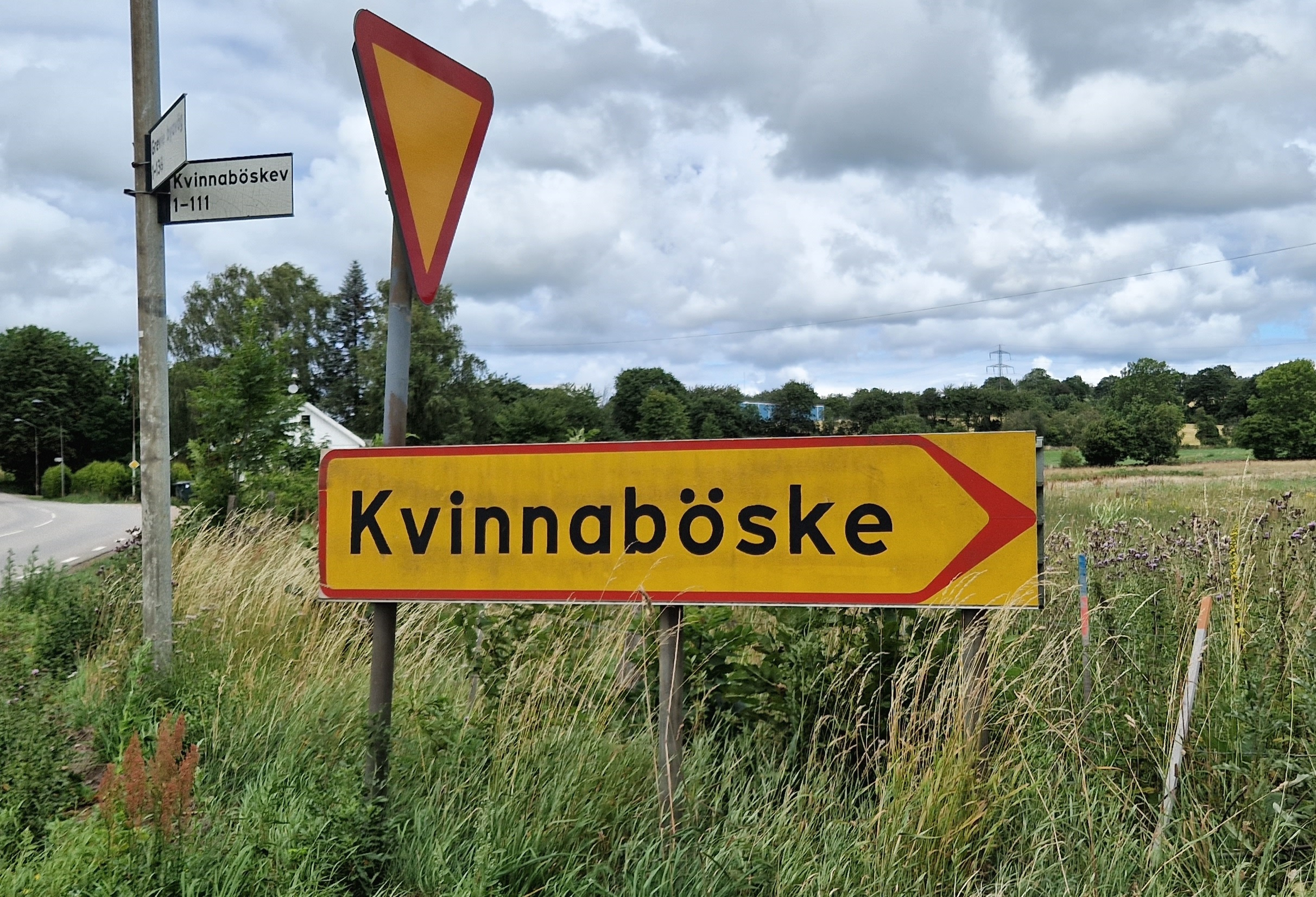
Den skånska orten Kvinnaböske ligger till grund för Anderssons smeknamn.

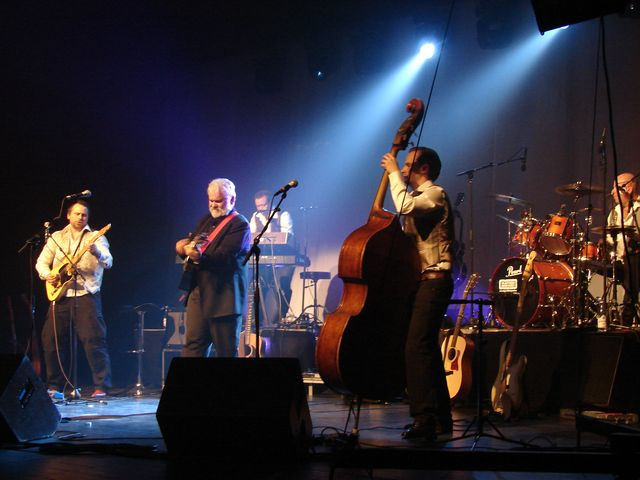
Hasse Andersson och Kvinnaböske Band på scenen i Enköping i mars 2007. Jonas Göransson (gitarr), Hasse Andersson, Olle Nyberg (piano), Anders Olsson (kontrabas), Patrik Olsson (trummor).

Hasse "Kvinnaböske" Andersson, egentligen Hans Olle Lennart Andersson, född 28 januari 1948 i Sankt Pauli församling i Malmö, är en svensk countrysångare och låtskrivare, som framför allt skördade albumframgångar i Sverige under 1980-talet.

## Biografi

### Tidiga år
Andersson började uppträda på scen i grundskolan i Malmö, där han bland annat spelade gitarr och sjöng Elvis-låtar och Cliff Richards "Living Doll" på hemmagjord engelska.  Senare blev det spelningar på skoldanser och fester. Som 15-åring hoppade han av skolan för karriär i popband, och han sjöng på Kiviks marknad där han dagligen, mellan förmiddag och midnatt, gjorde framträdanden. Han vågade först inte satsa fullt ut på musiken, han gick i stället i sin fars fotspår och blev plåtslagarlärling på Eslövs Rostfria. Senare omskolade han sig till särskollärare och arbetade även inom vården.

### Tidig musikkarriär
Han flyttade till byn Kvinnaböske i Grevie socken 1970 och bildade tillsammans med några kompisar Kvinnaböske Band. Han gav ut sin första LP-skiva Du ska inte kasta sten 1980. Hans andra LP som bland annat innehöll "Skomagare Anton" gjorde honom riksbekant; låten spelades in i flera olika versioner och såldes i 500 000 exemplar. Han sjöng country på skånska och en recensent döpte hans musik till "Skåntry".
Med melodin Änglahund blev han än mer populär. Den närmaste tiden satte Andersson publikrekord var än han framträdde. Bland andra kända sånger märks "Höstens sista blomma", "Marknadsvarité", "En rynkig gammal fru" och "Dans på Vejby ängar". 
Under 1980-talet gjorde Andersson flera egna TV-serier, bland annat Hasse och hans vänner som utspelade sig i en lada. Scenografin var så verklighetstrogen att folk trodde att ladan fanns i verkligheten, men det var en studioproduktion. 1991 blev ladan verklighet, då han startade showkrogen Hasses Lada i Boarp som han drev fram till 2002.
År 1989 medverkade han i musikalen Schooldays, uppsatt av Ton- och Teaterverket på Nya Teatern i Malmö. I musikalen uppträdde han som sitt gamla alter ego "Hol Terry" och framförde gamla rock'n'roll-låtar från 1950- och 1960-talen.

### Kort filmkarriär
År 1989 gjorde Hasse Andersson en biroll i den svensk-amerikanska spökthrillern Sounds Of Silence som regisserades av Peter Borg. Där spelar han en talträngd krogägare som måste agera guide åt de amerikanska huvudrollsinnehavarna Peter Nelson och Kristen Jensen. Parets son har oförklarligt försvunnit och här söker man upplysningar. Andra personer i denna scen är även Expressen/Kvp-journalisten Per Hägred och rocktrummisen Anders Johansson.
Hasse Andersson har även dubbat, bland annat i Disneyfilmen Pongo och de 101 dalmatinerna där han gav röst åt en av skurkarna, "Jeppe", i 1995 års omdubbning.

### Senare år
Tillsammans med sin hustru Monica Forsberg har han spelat barnteater, bland annat rollen som den stora busiga isbjörnen Isak i musikalen Svingelskogen som turnerat i folkparkerna under 14 somrar. Han har även medverkat i Hälsingborgsrevyn och spelat hos Peter Flack i Örebro. 2001 och 2004–2005 medverkade Andersson hos Kent Nilsson i Arlövsrevyn. De senaste åren har han spelat sommarfars i Knutsbol. 2007 gjorde han en jubileumsturné med namnet 25 år i änglahundens spår. 
Andersson var under en rad år bosatt i Degerfors i Värmland och blev 2003 utsedd till Filipstads ambassadör. År 2011 flyttade han dock tillbaka till Skåne.
2015 deltog han i den fjärde deltävlingen i Melodifestivalen 2015 med låten "Guld och gröna skogar". Låten tog sig från andra chansen till final den 7 mars. I finalen kom låten fyra efter att telefon- och juryrösterna räknats ihop, låten blev en stor succé och en stor comeback på topplistorna och även för Andersson på musikscenen efter åren på främst teater och musikalscenen.
Den 8 och 10 maj 2015 arrangerades en konsert, innehållande hans främsta sånger genom åren, i Sunnanå. Konserten sändes senare i SVT.

2016 presenterade Andersson och Lotta Engberg den gemensamma singeln "Allt eller inget".
År 2017 var Andersson tillsammans med Clara Henry och David Lindgren programledare för Melodifestivalen 2017.

## Diskografi

### Eget bolag
Utgiven som Kvinnaböske Band
- 1979 – "Eva-Lena" / "En ballad om ett barn" (singel)

### Sonet Grammofon 1980–1990
(Dessa 7 skivor spelades in tillsammans med Kvinnaböske Band)
- 1980 – Du ska inte kasta sten...
- 1981 – Annat var det förr
- 1982 – Änglahund
- 1983 – Höstens sista blomma
- 1984 – Hasse Andersson med lånade låtar och vänner till hjälp (med Siw Malmkvist och Peps Persson)
- 1985 – 'tie bilder
- 1986 – Jul i Kvinnaböske

Som soloartist:
- 1987 – Mellan himmel och jord
- 1987 – Heja Rögle
- 1989 – En halvdansk

### Slowfox Grammofon
- 1991 – Från mitt fönster
- 1993 – Hasses bästa volym 1
- 1994 – Från mitt hjärta
- 1996 – Jul i Hasses lada (med Kvinnaböske Band)
- 1997 – Den 14:e (med Kvinnaböske Band)
- 1999 – Hasse & Monicas bästa volym II
- 2000 – Boots & nya jeans
- 2002 – Änglahund - En samling
- 2004 - Nära dig (med Kvinnaböske Band)
- 2006 – Här e' ja' (med Kvinnaböske Band)
- 2006 – 25 år i änglahundens spår
- 2008 – Edvard Östen osse jag (med Kvinnaböske Band)
- 2009 – Rögle BK
- 2010 – Hasses jukebox (med Kvinnaböske Band)
- 2012 – Låt aldrig ljusen slockna (med Kvinnaböske Band)
- 2013 – Jag har skrivit mina sånger
- 2016 – Det bästa

### Mariann Grammofon
- 2015 – Guld och gröna skogar (med Kvinnaböske Band)
- 2015 – Den bästa julen

## Utmärkelser
- H. M. Konungens medalj i guld av 8:e storleken (Kon:sGM8, 2020) för framstående insatser inom svenskt musikliv[7]
- Invald i Melodifestivalen Hall of Fame. Presenterades i mellanakten i Melodifestivaldeltävlingen Malmö 22 februari 2025.